# Decantor

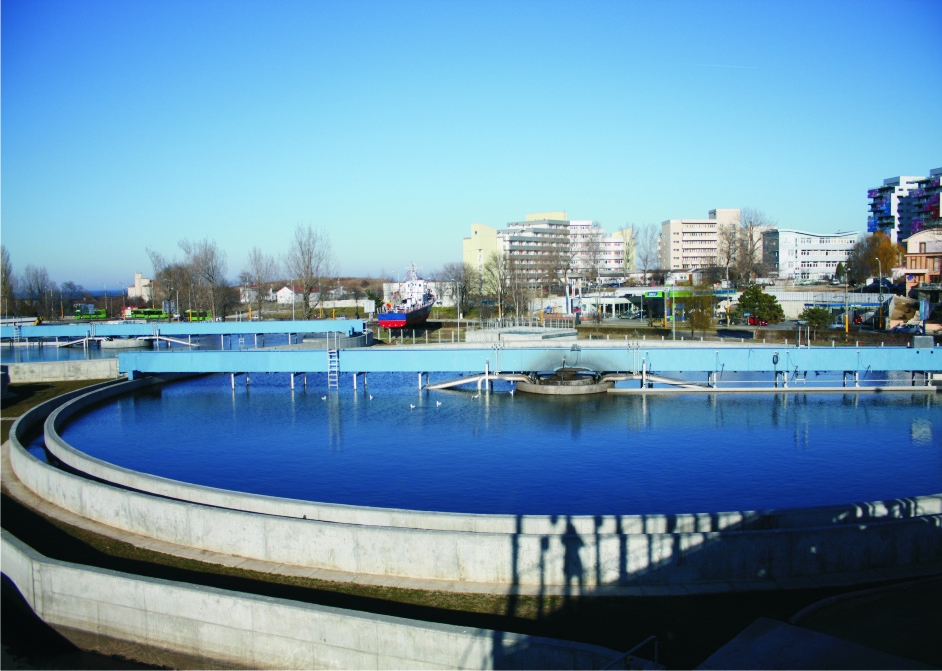

Decantorul este o construcție hidrotehnică destinată îmbunătățirii calității apei (sau a altor substanțe lichide) prin reținerea corpurilor de dimensiuni foarte mici și în suspensie (nisipuri foarte fine, nămoluri, suspensii diferite de origine minerală sau organică). Decantoarele constă din bazine în care lichidele circulă cu viteze foarte mici, favorizând depunerea (decantarea) corpurilor solide. Înainte de decantare, lichidele sunt uneori amestecate cu substanțe chimice (coagulanți), care accelerează depunerea particulelor fine prin aglomerarea lor. 

## Clasificare
Decantoarele se clasifică după mai multe criterii:

### După modul cum se realizează procesul de decantare
- cu sedimentare liberă, naturală;
- cu sedimentare activată cu reactivi chimici de coagulare și separare gravitațională.

### După modul de îndepărtare anămoluluidepus
- cu îndepărtare manuală a nămolului;
- cu echipamente mecanice de colectare și evacuare a nămolului;
- cu echipamente hidromecanice sau pneumatice de îndepărtare a nămolului.

### După direcția de curgere a lichidelor prin decantor
- decantor longitudinal - curgerea apei se realizează în lungul laturei mari a bazinului de formă paralelipipedică;
- decantor vertical - curgerea apei se realizează pe verticală în sens ascendent, în contracurent cu particulele care se depun gravitațional, întrun bazin de formă cilindro-conică;
- decantor radial - mișcarea apei se realizează pe direcția razei vectoare de la centru către periferia bazinului de formă cilindro-conică sau numai cilindrică.

## Legături externe
- „decantor” la DEX online